# Thryaksha recurvatus
Thryaksha recurvatus är en insektsart som beskrevs av Chandrasekhara A. Viraktamath och Anantha Murthy 1999. Thryaksha recurvatus ingår i släktet Thryaksha och familjen dvärgstritar. Inga underarter finns listade i Catalogue of Life.